# Championnat de Nouvelle-Calédonie de football 2013
Navigation
Édition précédente Édition suivante
La saison 2013 du Championnat de Nouvelle-Calédonie de football est la seconde édition de la Super Ligue, le championnat de première division en Nouvelle-Calédonie. Les onze équipes engagées sont regroupées au sein d'une poule unique où elles affrontent deux fois leurs adversaires, à domicile et à l'extérieur. En fin de saison, pour permettre le passage du championnat à 12 clubs, deux équipes sont reléguées : une de Grande-Terre et une basée dans les Îles Loyauté.
C'est le Gaïtcha FCN qui remporte la compétition cette saison après avoir terminé en tête du classement, avec cinq points d'avance sur Hienghène Sport et neuf sur le tenant du titre, l'AS Magenta. C'est le quatrième titre de champion de Nouvelle-Calédonie de l'histoire du club.

## Participants
- AS Magenta
- AS Lössi
- Hienghène Sport
- AS Mont-Dore
- AS Wetr - Promu de D2
- SC Ne Drehu - Promu de D2
- Gaïtcha FCN
- AS Tiga Sport
- AS Grand Nord - Promu de D2
- AS Qanono
- AS Thio Sport

## Compétition

### Classement
Le classement est établi sur le barème de points suivant : victoire à 4 points, match nul à 2, défaite à 1, forfait ou abandon à 0.
| Rang | Équipe              | Pts | J  | G  | N | P  | Bp | Bc | Diff |
| ---- | ------------------- | --- | -- | -- | - | -- | -- | -- | ---- |
| 1    | Gaïtcha FCN -6      | 62  | 20 | 16 | 0 | 4  | 61 | 27 | +34  |
| 2    | Hienghène SportC -9 | 57  | 20 | 15 | 1 | 4  | 65 | 27 | +38  |
| 3    | AS MagentaT         | 53  | 20 | 10 | 3 | 7  | 40 | 31 | +9   |
| 4    | AS Lössi -5         | 51  | 20 | 10 | 6 | 4  | 48 | 30 | +18  |
| 5    | AS Mont-Dore        | 44  | 20 | 7  | 3 | 10 | 37 | 43 | -6   |
| 6    | AS Thio Sport -17   | 43  | 20 | 12 | 4 | 4  | 45 | 29 | +16  |
| 7    | SC Ne DrehuP -4     | 41  | 20 | 7  | 4 | 9  | 34 | 45 | -11  |
| 8    | AS Qanono -7        | 40  | 20 | 7  | 6 | 7  | 28 | 27 | +1   |
| 9    | AS WetrP            | 38  | 20 | 6  | 0 | 14 | 35 | 48 | -13  |
| 10   | AS Tiga Sport -5    | 24  | 20 | 3  | 0 | 17 | 31 | 66 | -35  |
| 11   | AS Grand NordP -13  | 17  | 20 | 3  | 1 | 16 | 29 | 80 | -51  |

|  | Qualification pour la Ligue des champions de l'OFC 2014-2015                                                                                     |
|  | Relégation directe en deuxième division |
|  | T : Tenant du titre C : Vainqueur de la Coupe de Nouvelle-Calédonie P : Promu de deuxième division En italique : club basé dans les îles Loyauté |

- L’AS Qanono est reléguée en tant que moins bonne équipe basée dans les îles Loyauté.
- Des pénalités sont infligées aux équipes qui ne peuvent pas fournir d’arbitre et ne remplissent pas certaines obligations vis-à-vis des équipes de jeunes.

## Bilan de la saison
| Championnat de Nouvelle-Calédonie de football 2013 |                        |
| Champion                                           | Gaïtcha FCN (4e titre) |
| Coupes et trophées                                 |                        |
| Vainqueur de la Coupe de Nouvelle-Calédonie 2013   | Hienghène Sport        |
| Qualifications continentales                       |                        |
| Ligue des champions de l'OFC 2014-2015             | Gaïtcha FCN            |
| Promotions et relégations                          |                        |
| Promus en Super Ligue                              | AS Kirikitr            |
| Promus en Super Ligue                              | FC Auteuil             |
| Promus en Super Ligue                              | AGJP                   |
| Relégués en Promotion d'Honneur                    | AS Grand Nord          |
| Relégués en Promotion d'Honneur                    | AS Qanono              |